# Hohenmühle (Leutershausen)
Hohenmühle (fränkisch: Hoong-mil) ist ein Gemeindeteil der Stadt Leutershausen im Landkreis Ansbach (Mittelfranken, Bayern). Hohenmühle liegt in der Gemarkung Neunkirchen bei Leutershausen.

## Geografie
Die Einöde liegt am Hohenmühlbach, einem rechten Zufluss des Onolzbachs. Im Osten liegt der Schönfeldwald und der Dornberger Ranken, 1 km südwestlich liegt die Hohbühl. Ein Anliegerweg führt zur Staatsstraße 2246 (0,25 km nordöstlich) zwischen Schalkhausen (2,5 km östlich) und Lengenfeld (1 km westlich).

## Ortsnamendeutung
1447 wurde der Ort als „Hagenmül“ erstmals urkundlich erwähnt, 1498 als „Hagenmüller“ und 1732 als „Hagen Mühl“. 1790 wurde der Ort erstmals „Hohmühl“ genannt. Der Ortsname setzt sich aus dem Grundwort „mül“ und dem Bestimmungswort „hag“ (mhd.: Gesträuch, Gebüsch) zusammen, so dass der Ortsname als Mühle beim Gebüsch gedeutet werden kann. Das „lange“ „a“ ist in der Mundart zu einem „langen“ „o“ verdumpft; schließlich erfolgte die Verschriftung zur heutigen Namensform.

## Geschichte
Nach der Vetterschen Oberamtsbeschreibung von 1732 gehörte die Mühle dem eichstättischen Kastenamt Herrieden, war nach Neunkirchen gepfarrt und entrichtete den Zehnt dem Landkapitel Herrieden; die Fraisch hatte das Ober- und Kastenamt Ansbach inne. Gegen Ende des Alten Reiches gehörte die Mühle zur Realgemeinde Lengenfeld und unterstand nun grundherrschaftlich dem brandenburg-ansbachischen Hofkastenamt Ansbach. Von 1797 bis 1808 unterstand der Ort dem Justiz- und Kammeramt Ansbach.
Im Rahmen des Gemeindeedikts wurde Hohenmühle dem 1808 gebildeten Steuerdistrikt Neunkirchen zugeordnet. Es gehörte auch der 1811 gegründeten Ruralgemeinde Neunkirchen an. 1870 gehörte zum Mühlgut eine Scheune, ein Schweinestall, eine Remise, ein ganzes Gemeinde- und Schafweiderecht, ein Forstrecht zum Bezug von einer gewissen Holzmenge, Äcker, Wiesen, einen Weiher und Waldungen in den Steuergemeinden Neunkirchen, Elpersdorf bei Ansbach und Schalkhausen; insgesamt etwa 63 Tagewerke.
Am 1. Januar 1972 wurde Hohenmühle im Zuge der Gebietsreform in Bayern nach Leutershausen eingemeindet.

## Einwohnerentwicklung
| Jahr      | 001818 | 001840 | 001861 | 001871 | 001885 | 001900 | 001925 | 001950 | 001961 | 001970 | 001987 |
| Einwohner | 5      | 5      | *      | 3      | 6      | 6      | 5      | 10     | 6      | 4      | 5      |
| Häuser    | 1      | 1      |        |        | 1      | 1      | 1      | 1      | 1      |        | 1      |
| Quelle    | [ 17 ] | [ 18 ] | [ 19 ] | [ 20 ] | [ 21 ] | [ 22 ] | [ 23 ] | [ 24 ] | [ 25 ] | [ 26 ] | [ 1 ]  |

## Religion
Der Ort ist seit der Reformation evangelisch-lutherisch geprägt und bis heute nach St. Georg (Neunkirchen bei Leutershausen) gepfarrt. Die Einwohner römisch-katholischer Konfession sind nach St. Ludwig (Ansbach) gepfarrt.